# 珠江新城站
珠江新城站是广州地铁3号线及5号线的换乘站，位於中國廣東省廣州市天河区华夏路花城大道口的地底。车站于2005年12月26日随3号线首通段开通而正式启用，2009年12月28日随5号线开通而成为换乘车站。

## 車站結構

### 車站樓層
珠江新城站共设有3层，地面为华夏路、花城大道、高德置地廣場、富力盈凱廣場、中國海關、廣州市政務服務中心以及其它商場或寫字樓等建築；地下一层为车站站厅；地下二层为3号线站台；地下三层为5号线站台。
因本站為兩線統一設計且同步建成的車站，雖未能同步啟用，但整個車站均使用了搪瓷板裝修。車站配色為藍色。惟兩線月台書法字字體有所差別：3號線使用手寫字體，5號線使用葉根友電腦字體。 
| 地下一层 | 站厅                       | 售票機、客服中心、商店、警务室、母婴室、安检设施 |                            |                            |
| 地下二层 | 平台层（东）               | 来往站厅和 █5号线 站台                           |                            |                            |
|          | 2 站台                     | █3号线 机场北或天河客运站方向（下站：体育西路）  |                            |                            |
|          | 岛式站台；前往 █5号线 站台 |                                                  |                            |                            |
|          | 1 站台                     | █3号线 海傍方向（下站：广州塔）                  |                            |                            |
|          | 平台层（西）               | 来往站厅和 █5号线 站台                           |                            |                            |
| 地下三层 | 侧式站台；前往 █3号线 站台 | 侧式站台；前往 █3号线 站台                       | 侧式站台；前往 █3号线 站台 | 侧式站台；前往 █3号线 站台 |
|          | 4 站台                     | █5号线 滘口方向（下站：五羊邨）                  |                            |                            |
|          | 3 站台                     | █5号线 黄埔新港方向（下站：猎德）                |                            |                            |
|          | 侧式站台；前往 █3号线 站台 |                                                  |                            |                            |

### 站廳

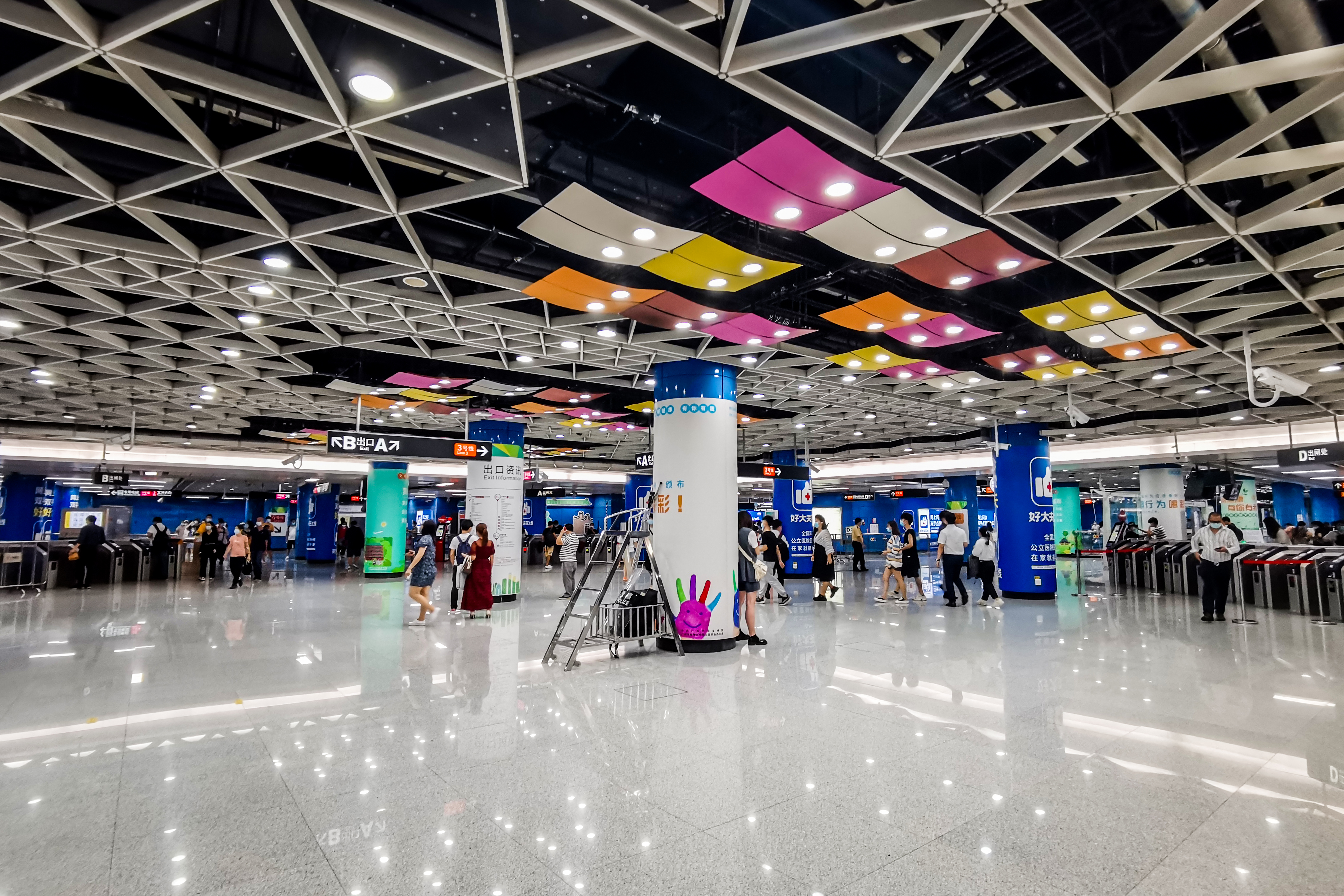
站厅

珠江新城站站廳位于地下一层，為一個十字型的两线共用站廳。站厅設有售票機、自动售卡/充值机、客務中心等设施。同时在非付费区设有便利店、麵包糕餅店、糖果店、自動照相機、自助售卡/充值机、“好易”自助服务机。
為了方便乘客進出以及换乘需要，站廳中心内侧区域被划为付費區，外围则划为非付费区。站厅付费区内南北两边各自设有3条扶手電梯连接3号线月台，东西两则边各自设有6条扶手电梯和1条楼梯连接缓冲平台和5号线两个不同方向的月台。此外，站厅内设有3部专用电梯分别连接5号线两个月台以及3号线月台。因应非付费区连通，3部专用电梯位置目前均劃出了各自的付費區，同时设有免费专用通道以及雙向閘機。
本站的母婴室设于站厅东侧非付费区内。

### 换乘
由于本站两线的月台结构不同，乘客在3号线站台换乘5号线时需要注意站台的导向指示，选择正确的扶手电梯和楼梯前往该方向的5号线月台。受此月台佈局的限制，部分來自3號線的換乘乘客可能在下車後需要步行大半段3號線月台，尋找自己需要前往的5號線方向。而5号线换乘3号线时则在其站台中部的扶手电梯和楼梯前往3号线站台。
另外，兩線的換乘乘客亦可下車後就近乘搭扶梯前往站廳，再前往另一條線的月台。但站厅连接站台的升降机均被单独划分为独立付费区，轮椅人士如需在本站进行换乘，则需要向工作人员寻求協助。

### 月台
本站3号线设有一个岛式月台，位于华夏路地底的負二層；5号线设有两个侧式月台，位于花城大道地底的負三層。兩線月台組成十字型。
另外，5号线月台西边设有一条渡线，當5號線東段出現故障時，往黄埔新港站的列車將會通過此渡线折返，以本站為臨時總站。

### 出入口
珠江新城站现时共设有6个出入口，其中4個位于华夏路西侧的出入口獨立通往地面，另外2个位於華夏路東側的出入口则分别连接位于华夏路东侧的高德置地广场和富力盈凯广场、富力中心、合景国际金融广场，其中D出入口通道亦連通花城廣場地下空間，並可通往西塔、花城广场和APM线花城大道站。
C和D出入口在車站啟用早期原為獨立通往地面的出入口，後來改為分別接入高德置地广场和富力盈凯广场等物業的地庫後，兩個出入口編號均被取消，原來獨立通往地面的結構也已被廢棄或拆除。因此現時乘客若從華夏路東側进出地铁站就必须要经过写字楼或者商场的内部，使用时间受不同物业本身的开放时间的限制。2019年5月起，運營方重新恢復這兩個出入口的編號。目前，C口开放时间为7:30-22:00，D口开放时间为7:00-22:30。
|                                                     |                                                           |      |          | |
|                                                     |                                                           |      |          | |
| 编号                                                | 设施                                                      | 照片 | 出口指示 | 建议前往的目的地 |
| A1                                                  | 盲道标志 · 轮椅升降台标志 · 无障碍通道标志 · 扶手电梯标志 |      | 华夏路   | 华成路、华明路、广州市妇女儿童医疗中心、广州市天河中学 公交：华成路口站、花城广场西总站                                                                      |
| A2                                                  | 盲道标志 · 扶手电梯标志                                   |      | 花城大道 | 华穗路、广州大道中、中华人民共和国广州海关 公交：花城大道（华穗路口）站（西行）                                                                              |
| B1                                                  | 扶手电梯标志                                              |      | 华夏路   | 华利路、华就路、广州市政务服务中心、广州市第二少年宫、广州图书馆、广东省博物馆、广州大剧院、广州农商银行总部 公交：华穗路站、市政务服务中心站                |
| B2                                                  |                                                           |      | 花城大道 | 华夏路、华政街 公交：花城大道（华穗路口）站（东行）、花城广场（友谊国金店）站（东行）                                                                        |
| C                                                   |                                                           |      | 華夏路   | |
| D                                                   | 盲道标志 · 无障碍通道标志                                 |      | 花城大道 | 花城汇、广州国际金融中心、越秀集团、K11购物艺术中心、K11办公楼、凯华国际中心、中国农业银行广东省分行、华商银行广州分行、浦发银行广州分行、交通银行广东省分行 |
| 註： 設有 \| 設有 \| 設有輪椅升降台 \| 設有扶手電梯 |                                                           |      |          | |

## 接驳交通
珠江新城站周边设花城大道（华穗路口）、华城路口、市政务服务中心等多个巴士站，方便乘客利用巴士前往珠江新城周边等地。
另外，本站離鄰近的APM線花城大道站只有約300米的距離，惟兩者並非3、5號線與APM線的正式換乘站。乘客可在本站D出口出站後通過花城匯步行前往花城大道站A出口。
| 公交线路 \| 编号 \| 编号 \| 线路 \| 线路 \| 线路 \| 收费 \| 备注 \| \| ---- \| ------- \| ------------------------ \| ---------------------- \| ---------------------- \| ---------------------- \| ---------------------------- \| \| \| 40 \| 东山（署前路） \| ⇆ \| 广医附属中医院 \| 2元 \| \| \| \| 44 \| 珠江医院 \| ⇆ \| 车陂 \| 3元 \| \| \| \| 62 \| 兴民路（天汇广场） \| ⇆ \| 西湾路（唐宁花园） \| 2元 \| \| \| \| 90 \| 兴民路（天汇广场） \| ⇆ \| 沙溪大道东 \| 2元 \| \| \| \| 107 \| 花城广场西 \| ⇆ \| 中山八路 \| 2元 \| 使用无轨电车或纯电动汽车运营 \| \| \| 138 \| 华成路（高德置地广场） \| ⇆ \| 东莞庄 \| 2元 \| \| \| \| 194 \| 华景新城（翰景路） \| ⇆ \| 宝岗大道 \| 2元 \| \| \| \| 195 \| 广州火车东站 \| ⇆ \| 南洲路（小洲南路口） \| 2元 \| \| \| \| 197 \| 已于2025年1月25日停办 \| 已于2025年1月25日停办 \| 已于2025年1月25日停办 \| 已于2025年1月25日停办 \| 已于2025年1月25日停办 \| \| \| 230 \| 南边路 \| ⇆ \| 华工大 \| 3元 \| 使用双层巴士运营 \| \| \| 407 \| 已于2024年11月30日停办 \| 已于2024年11月30日停办 \| 已于2024年11月30日停办 \| 已于2024年11月30日停办 \| 已于2024年11月30日停办 \| \| \| 499 \| 珠江新城 \| ↺ \| 广州大剧院西门 \| 2元 \| \| \| \| 668 \| 已于2024年8月11日停办 \| 已于2024年8月11日停办 \| 已于2024年8月11日停办 \| 已于2024年8月11日停办 \| 已于2024年8月11日停办 \| \| \| 777 \| 珠江新城 \| ↺ \| 天河城 \| 2元 \| \| \| \| 778 \| 已于2024年8月25日停办 \| 已于2024年8月25日停办 \| 已于2024年8月25日停办 \| 已于2024年8月25日停办 \| 已于2024年8月25日停办 \| \| \| 811 \| 芳村西塱 \| ⇆ \| 兴民路（天汇广场） \| 2元 \| \| \| \| 901A \| 天河智慧城核心区（高唐） \| ⇆ \| 华成路（高德置地广场） \| 2元 \| \| \| \| B22 \| 五羊邨 \| ⇆ \| 广州科学城（长安村） \| 2元 \| \| \| \| 观光2路 \| 已于2024年8月11日停办 \| 已于2024年8月11日停办 \| 已于2024年8月11日停办 \| 已于2024年8月11日停办 \| 已于2024年8月11日停办 \| \| \| 夜43 \| 广医附属中医院 \| ⇆ \| 瑞宝乡 \| 4元 \| \| |         |                          |                        |                        |                        |                              |
| 编号 | 编号    | 线路                     | 线路                   | 线路                   | 收费                   | 备注                         |
| | 40      | 东山（署前路）           | ⇆                      | 广医附属中医院         | 2元                    |                              |
| | 44      | 珠江医院                 | ⇆                      | 车陂                   | 3元                    |                              |
| | 62      | 兴民路（天汇广场）       | ⇆                      | 西湾路（唐宁花园）     | 2元                    |                              |
| | 90      | 兴民路（天汇广场）       | ⇆                      | 沙溪大道东             | 2元                    |                              |
| | 107     | 花城广场西               | ⇆                      | 中山八路               | 2元                    | 使用无轨电车或纯电动汽车运营 |
| | 138     | 华成路（高德置地广场）   | ⇆                      | 东莞庄                 | 2元                    |                              |
| | 194     | 华景新城（翰景路）       | ⇆                      | 宝岗大道               | 2元                    |                              |
| | 195     | 广州火车东站             | ⇆                      | 南洲路（小洲南路口）   | 2元                    |                              |
| | 197     | 已于2025年1月25日停办    | 已于2025年1月25日停办  | 已于2025年1月25日停办  | 已于2025年1月25日停办  | 已于2025年1月25日停办        |
| | 230     | 南边路                   | ⇆                      | 华工大                 | 3元                    | 使用双层巴士运营             |
| | 407     | 已于2024年11月30日停办   | 已于2024年11月30日停办 | 已于2024年11月30日停办 | 已于2024年11月30日停办 | 已于2024年11月30日停办       |
| | 499     | 珠江新城                 | ↺                      | 广州大剧院西门         | 2元                    |                              |
| | 668     | 已于2024年8月11日停办    | 已于2024年8月11日停办  | 已于2024年8月11日停办  | 已于2024年8月11日停办  | 已于2024年8月11日停办        |
| | 777     | 珠江新城                 | ↺                      | 天河城                 | 2元                    |                              |
| | 778     | 已于2024年8月25日停办    | 已于2024年8月25日停办  | 已于2024年8月25日停办  | 已于2024年8月25日停办  | 已于2024年8月25日停办        |
| | 811     | 芳村西塱                 | ⇆                      | 兴民路（天汇广场）     | 2元                    |                              |
| | 901A    | 天河智慧城核心区（高唐） | ⇆                      | 华成路（高德置地广场） | 2元                    |                              |
| | B22     | 五羊邨                   | ⇆                      | 广州科学城（长安村）   | 2元                    |                              |
| | 观光2路 | 已于2024年8月11日停办    | 已于2024年8月11日停办  | 已于2024年8月11日停办  | 已于2024年8月11日停办  | 已于2024年8月11日停办        |
| | 夜43    | 广医附属中医院           | ⇆                      | 瑞宝乡                 | 4元                    |                              |

## 利用情況
珠江新城站在3号线开通初期，周边仍處於初期开发阶段，導致本站的客流一直處於極低的水平。随着3号线一期全線通車，以及珠江新城的各个写字楼和购物广场陆续投入使用，同时广州海关、广州市政务服务中心等多个政府机构遷移進入珠江新城后，本站的出入闸客流开始增加。同为珠江新城中央商务区配套的APM线开通后，虽分流了部分來往花城广场以及少年宫、圖書館和博物馆等游客和珠江新城上班人士，但本站的客流依然居高不下。目前，每天均有大量乘客利用本站出入閘或換乘，尤其是節假日和工作日高峰期更是挤得水泄不通，經常需要實施客流控制措施以维持运营秩序。
2019年，本站日均客流高达40万人次；2021年，受疫情影响，本站日均客流下降至33.83万人次，但已连续五年排行广州地铁线网第二。
另外，如遇上附近花城广场举办广州国际灯光节等大型活动时，车站部分出入口将实行单向人流进（出）站等管制措施，亦会视情况采取关站等措施。

## 历史

### 规划及建设
在1997年的《廣州市城市快速軌道交通線網規劃研究（最終報告）》中，當時的5號線環線的東段及3号线规划在花城大道站换乘，位置与现时一致。後來於2000年以及2003年方案中，原5號線環線的東段易名为3号线并南北延长至番禺区以及新白云国际机场，原3号线亦易名为5号线，本站仍為該兩線的換乘站。
车站随3号线试验段在2001年12月26日开始动工建设，为首批动工的工点。由于车站规划时就已经确定落实本站为换乘车站，在3号线车站建设时就已经预留了5号线的两个侧式月台以方便转乘。值得一提的是，3号线设计评审时，曾有专家质疑本站规模过大，要求将站厅压缩2米、站台压缩1米，地铁方面在解释未果后，为通过评审而不得不缩减建设规模。2002年，本站被定名为珠江新城站。
2005年12月26日，3號線首通段（广州东站-客村）開通試運營，本站啟用。与广州地铁2006年之前开通的車站一樣，在通車初期，本站的英文站名以拼音「Zhu Jiang Xin Cheng」表示。2009年12月28日上午，廣州地鐵五號線開通儀式於珠江新城站地面舉行，同日下午2時，全線正式通車，5号线两个侧式月台启用，本站正式成为换乘车站。

### 站厅改造
本站站厅最初为四个独立的付费区，乘客只能通过站台节点进行换乘，使得站台十分拥挤。为提升出行效率，珠江新城站對站廳公共區佈局進行了重新佈置，重劃付費區和非付費區，把原本互不相通的四個付費區連接，合併成一個位於站廳中部，呈十字形的付費區。
根据车站站厅改造招标文件，非付費區調整為環繞付費區一圈，令車站各出入口在站廳維持相互連通；同时连接站廳和兩線月台的升降機因位置佈局原因，站廳佈局重新佈置後將會與主付費區分離，會在升降機出入口處另外劃出付費區並設置雙向閘機，可供乘客繼續自行使用升降機來往站廳和月台。
相关改造工程于2020年4月10日开始。2020年5月中旬，站厅东端以及南端付费区已经合并；2020年6月21日，除连接3号线站台的升降机外，站厅的付费区完全合并为一，换言之乘客换乘两线亦可以在站厅进行换乘。
首期改造完成后，非付费区被分为A、D出入口及B、C出入口两部分，两者之间不能互通，使得给过街的市民造成不便。此时如需来往两组出入口，可使用广州地铁乘车码入闸，如在五分钟内出闸，将不被收取任何费用。2021年4月，二期改造工程开工，通过在站厅前往5号线的扶梯和楼梯口顶部加设便桥的方式，以打通两个非付费区。同年7月15日，改造施工完成，两部分的非付费区重新互通。